# Пессемерь
 Пессемерь  — опустевшая деревня в Лебяжском районе Кировской области.

## География
Расположена на расстоянии примерно 25 км на юго-запад от райцентра поселка  Лебяжье.

## История
Была известна с 1873 года, когда в ней (тогда Песимерь или Пизинерь) было учтено дворов 47 и жителей 341, в 1905 (Большая Песемерь) 49 и 305, в 1926 (Писемер или Большая Писемерь ) 49 и 255, в 1950 (Песемерь) 50 и 199, в 1989  (Поссемерь) оставалось 9 человек. Настоящее название утвердилось с 1998 года. В период 2006-2020 годов входила в состав Лажского сельского поселения до упразднения последнего.

## Население
Постоянное население составляло 4 человека (русские 100%) в 2002 году, 0 в 2010.